# Naturdenkmal Mannstein

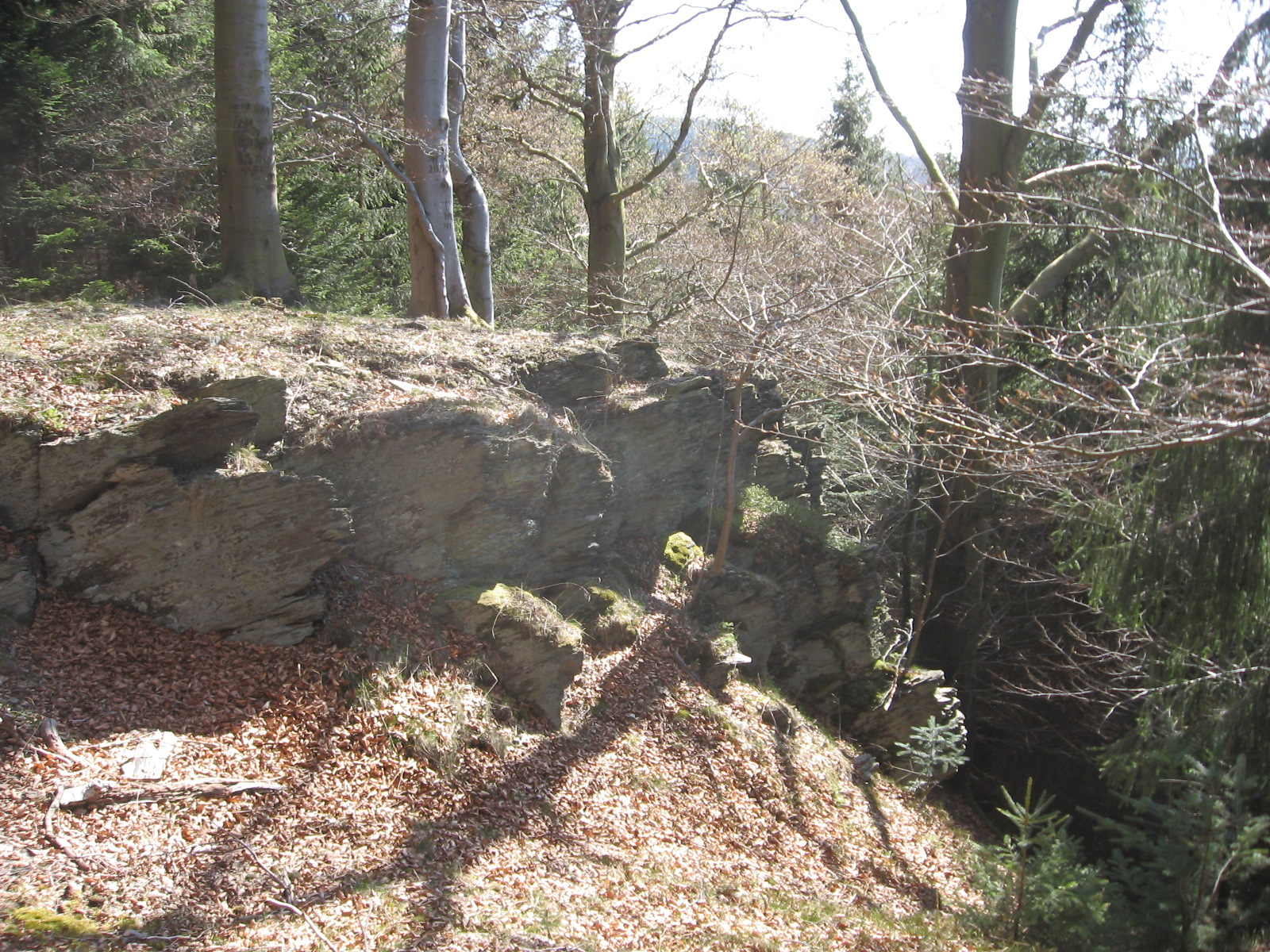
Teilbereich des Naturdenkmals Mannstein

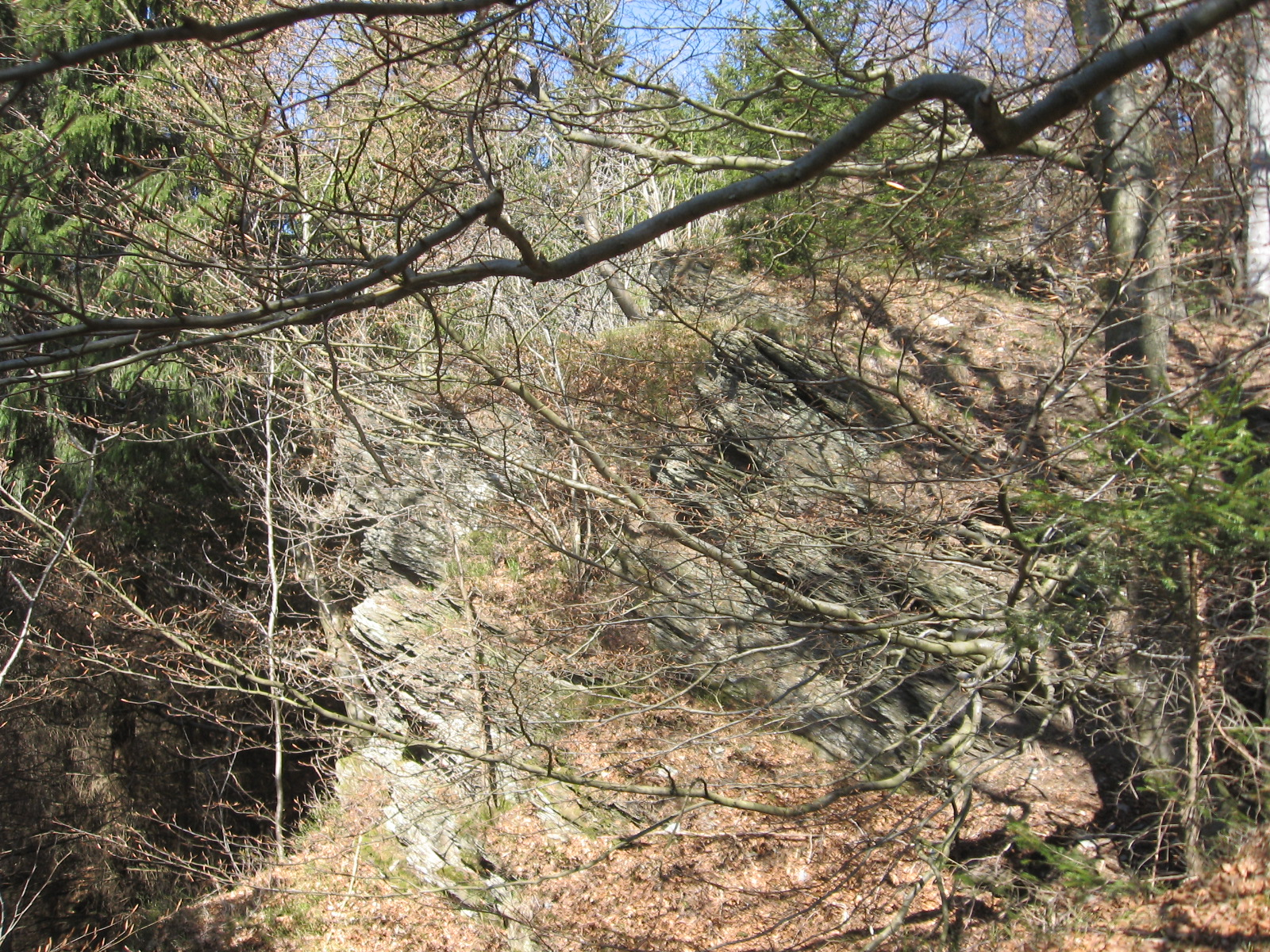
Teilbereich des Naturdenkmals Mannstein

Das Naturdenkmal Mannstein ist ein Felsgruppe südwestlich von Olsberg-Wulmeringhausen in Nordrhein-Westfalen. Die Felsgruppe Mannstein wurde 2004 durch den Landschaftsplan Olsberg als 2,13 ha großes Naturdenkmal ausgewiesen. Der Mannstein ist auch ein gesetzlich geschütztes Biotop nach § 62 des Landschaftsgesetzes Nordrhein-Westfalen, mit der Bezeichnung GB-4616-373 und einer Größe von 0,71 ha. Es ist umgeben vom Landschaftsschutzgebiet Olsberg.
Der Felsgruppe erreicht eine Felshöhe von über zehn Metern. Die Felsvegetation besteht teils aus typischen Felsfarnarten. Teilweise sind die Felsen vegetationslos, da sie mitten in Rotfichten stehen. Nur in drei Teilbereichen sind die Felsen offen sichtbar. In diesen Bereichen stehen hauptsächlich Rotbuchen. 
Der Landschaftsplan führt als Gebot für das Naturdenkmal Mannstein auf dass die Fichten zu entfernen sind und in Laubwald umgewandelt werden sollen.